# Benedetta Barzini
Benedetta Barzini, née le 22 septembre 1943 à Porto Santo Stefano (Toscane), est une actrice, mannequin, féministe radicale et marxiste italienne.

## Biographie
Benedetta Barzini naît à Porto Santo Stefano en Toscane, le 22 septembre 1943. Elle est la fille du célèbre journaliste et écrivain italien Luigi Barzini (1908-1984) (it) et de sa première épouse, Giannalisa Feltrinelli. Elle est également la demi-sœur de Giangiacomo Feltrinelli, fondateur des Éditions Feltrinelli, millionnaire et militant d'extrême gauche, membre du Parti communiste italien.
À l'âge de vingt ans, Barzini est remarquée à Rome par la journaliste de mode Consuelo Crespi (en), éditrice de Vogue Italia. Contactée par télégramme par Diana Vreeland, Benedetta Barzini part à New-York pour dix jours. Elle y restera cinq années. Photographiée par Irving Penn et Richard Avedon, habituée de la Factory d'Andy Warhol, elle est la première mannequin italienne à faire la couverture de Vogue (1965), photographiée par Richard Avedon. Barzani fait du théâtre à l'Actors Studio, se fiance avec le poète Gerard Malanga qui lui dédie plusieurs poèmes et un film (In Search of the Miraculous, 1967).
Ses années à New-York amènent Barzini à s'interroger sur l'objectification de la femme dans le monde de la mode. Elle quitte les États-Unis pour s'installer à Milan. Elle y rencontre et épouse Roberto Faenza, qui l'abandonne le jour de la naissance de leurs jumeaux. Elle élève ses enfants seule puis se marie avec l'artiste Antonio Barrese. Le couple a deux enfants.
Dans les années 1970, elle rejoint l'Union des femmes en Italie, se déclare marxiste et féministe et débat publiquement de la question de l'égalité des sexes. Elle enseigne des cours d'anthropologie de la mode à l'École polytechnique de Milan, à la Nuova accademia di belle arti et à l'Istituto d'arte applicata e design (it) de Turin. Elle publie des articles pour Vogue et pour Amica (magazine) (it), et est sollicitée comme mannequin mature par de grands couturiers.
En 2017, Barzini reçoit la médaille d'or du mérite civique de la Ville de Milan (Ambrogino d'oro (it)).
En 2019, Beniamino Barrese, fils de son deuxième mariage, lui consacre un documentaire : La scomparsa di mia madre (La disparition de ma mère), dans lequel elle revient sur le poids des images de la femme transmises par la mode.

## Filmographie

### Cinéma

#### Longs-métrages
- 1964 : Scherzoso ma non troppo de Gilberto Tofano : rôle inconnu
- 2012 : Chaque jour que Dieu fait de Paolo Virzì : la mère de Guido

### Télévision

#### Documentaires
- 2012 : Il mondo di Mad : elle-même
- 2017 : Lievito madre: Le ragazze del secolo scorso : elle-même
- 2019 : La scomparsa di mia madre : elle-même